# Eugenio Bonivento
Eugenio Bonivento (né le 8 juin 1880 à Chioggia et mort le 12 novembre 1956  à Milan) est un peintre italien de la première moitié du XXe siècle.

## Biographie
Eugenio Bonivento étudie à l’Académie des beaux-arts de Venise. Plus tard, il devient l’élève favori de Guglielmo Ciardi, qui partageait la même prédisposition poétique et picturale, alimentée par un même esprit vénitien. Dans ses peintures, il peint essentiellement la lagune et la campagne vénitienne.
Parmi ses expositions, on peut citer ses nombreuses participations à la Biennale de Venise: en 1912 et puis trois consécutives en 1920, 1922 et 1924.
Ses tableaux sont conservés à la Galerie d'art moderne de Milan, la Galerie internationale d'art moderne de Venise, le Musée municipal de Bassano del Grappa, le Musée d'art italien de Lima, la collection d'art de la Banca Commerciale Italiana et la Pinacoteca Giovanni Morscio en Dolceacqua.